# Marco Z

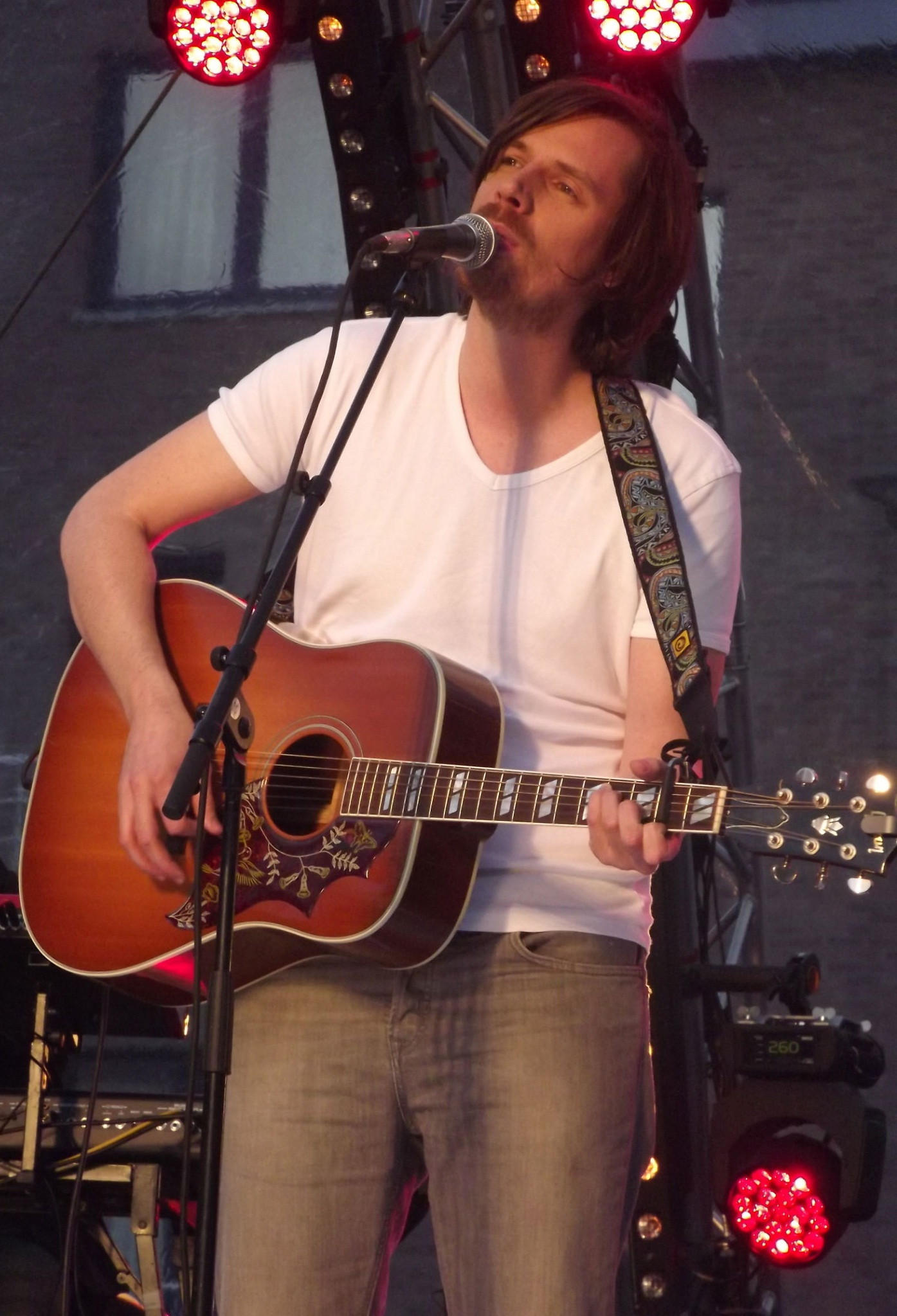
Marco Z tijdens de opnames van het muziekprogramma Vlaanderen Muziekland in Blankenberge op 28 juli 2012

Marco Z, artiestennaam van Marco Zanetton (Hasselt, 1980), is een Belgische singer-songwriter.

## Muzikale carrière
Marco Z speelde aanvankelijk in verschillende bands, zoals Superbox, The Berriegordies en Marco Z and the Cosmopolitan Cowboys. In 2012 begon hij aan een solocarrière en brak hij door met de single I'm a Bird, die een grote hit werd in Vlaanderen. Kort daarna verscheen zijn debuut-cd The ordinary life of Marco Z en datzelfde jaar stond hij onder meer geprogrammeerd op Marktrock en Pukkelpop.
Bij de Music Industry Awards 2012 won Marco Z de MIA in de categorie 'Beste doorbraak'. Daarnaast was hij dat jaar nog in drie andere categorieën genomineerd: 'Hit van het jaar' (voor I'm a bird), 'Beste popartiest' en 'Beste mannelijke soloartiest'. In april 2013 overhandigde de Belgian Entertainment Association (BEA) hem voor I'm a Bird de eerste Nielsen Airplay Award (2012), een bekroning voor de Belgische artiest of groep wiens liedje het meest op de radio wordt gespeeld.
In maart 2015 verscheen zijn tweede album, getiteld Hold me like the world is ending. Dit betrof een dubbelalbum bestaande uit twintig songs. Op 14 mei 2021 volgde het album Lost connections, waarop de eerder uitgebrachte singles The most beautiful night en Lovers in the third dimension te vinden zijn. Eén jaar later, op 11 maart 2022, bracht Marco Z het meer alternative rock-georiënteerde album Major opportunities uit. Voor de single Stone cold killer of terror and doom werd een animatievideo gemaakt door Nick Timmermans.

## Discografie

### Albums
| Album met hitnotering(en) in de Vlaamse Ultratop 200 albums | Datum van verschijnen | Datum van binnenkomst | Hoogste positie | Aantal weken | Opmerkingen |
| ----------------------------------------------------------- | --------------------- | --------------------- | --------------- | ------------ | ----------- |
| The ordinary life of Marco Z                                | 18-05-2012            | 26-05-2012            | 31              | 19           |             |
| Hold me like the world is ending                            | 13-03-2015            | 28-03-2015            | 62              | 3            |             |
| Lost connections                                            | 14-05-2021            | –                     |                 |              |             |
| Major opportunities                                         | 11-03-2022            | –                     |                 |              |             |

### Singles
| Single met hitnotering(en) in de Vlaamse Ultratop 50 | Datum van verschijnen | Datum van binnenkomst | Hoogste positie | Aantal weken | Opmerkingen             |
| ---------------------------------------------------- | --------------------- | --------------------- | --------------- | ------------ | ----------------------- |
| I'm a Bird                                           | 09-01-2012            | 17-03-2012            | 12              | 16           |                         |
| Endlessly be together                                | 18-06-2012            | 30-06-2012            | tip5            | -            |                         |
| This smile                                           | 08-10-2012            | 27-10-2012            | tip7            | -            |                         |
| Marketing song                                       | 18-02-2013            | 09-03-2013            | tip20           | -            |                         |
| Fill my life up                                      | 12-01-2015            | 17-01-2015            | tip11           | -            |                         |
| Supercomputer                                        | 2015                  | 02-05-2015            | tip28           | -            |                         |
| Solar power                                          | 2015                  | 23-05-2015            | tip78           | -            |                         |
| Politician's daughter                                | 27-07-2015            | 15-08-2015            | tip52           | -            |                         |
| Autobanden in de slipstream                          | 2015                  | 05-12-2015            | tip25           | -            | met Guido Belcanto      |
| The most beautiful night                             | 2017                  | 16-12-2017            | tip40           | -            | met The Pretty Dead Sea |
| Lovers in the third dimension                        | 28-05-2018            | 09-06-2018            | tip             | -            |                         |
| Eventually you'll get there                          | 2021                  | 29-05-2021            | tip             | -            |                         |